# Do You (Sheena Easton)
Do You è il settimo album in studio della cantante britannico-statunitense Sheena Easton, pubblicato nel 1985.

## Tracce
Side 1
1. Do It for Love
2. Don't Break My Heart
3. Magic of Love
4. Don't Turn You Back
5. Jimmy Mack

Side 2
1. Can't Wait Till Tomorrow
2. Young Lions
3. Kisses
4. Money Back Guarantee
5. When the Lightning Strikes Again